# エミリー・サンデー
アデル・エミリー・サンデー（Adele Emely "Emeli" Sandé [ˈɛməli ˈsændeɪ]、1987年3月10日 - ）は、イギリス・スコットランド出身の女性シンガーソングライター。
ラッパーChipmunkの曲『Diamond Rings』をフィーチャーしたことをきっかけに有名になった。
同曲はイギリスのシングルチャートで初のトップ10を記録しており、ラッパーWileyの曲『Never Be Your Woman』でもトップ10を記録している。サイモン・コーウェルは、彼女の歌を聞いたすぐ後に、エミリーはお気に入りのソングライターになったと述べている。2012年にはブリット・アワードで受賞。シェール・ロイドやスーザン・ボイル、ガブリエル、リアーナ、レオナ・ルイス、シェリル・コール、タイニー・テンパーなど多くのアーティストに楽曲を提供している。2010年にEMI Music Publishingと出版関連の契約を交わす。後に、ヴァージン・レコードとレコード関連の契約を交わしたことを発表した。2011年8月に初のソロシングル『Heaven』を発売。イギリスとアイルランドで『Read All About It』『Next to Me』『Beneath Your Beautiful』の3つのシングルで1位を獲得。
ファースト・アルバム 「エミリー・サンデー（原題:Our Version of Events）」は2012年2月にリリースしてすぐ、UKチャートで1位を記録した。2012年のイギリス国内のベストセラーアルバムとなり、100万枚の売上を達成。2012年ロンドン・オリンピックの開会式と閉会式でパフォーマンスを披露している。

## 略歴
1987年3月10日、サンダーランド (イングランド)で出身。ザンビア人の父とイギリス人の母がいる。両親は共にサンダーランドの大学に在学中に知り合った。サンデーはグラスゴー大学で臨床神経学の学位が取得出来る5年間の医学系(MBChB)コースを専攻した。音楽のキャリアで失敗したとしても教育に頼れることから、教育は彼女にとって最も重要なものの1つであることを述べている。マネージャーのAdrian Sykesはサンデーが16歳の時から根気よく待っており、サンデーは「Adrianは私が教育を身につけたいことを尊重してくれている。また私の両親も大学を卒業させたがっていることをAdrianも知っている。」と述べている。サンデーはフリーダ・カーロのタトゥーをしている。
小学校の演芸会のために、11歳の時に初めて作曲を始めた。「その時が初めてシンガーソングライターになれるかもと思った時だったわ。作曲出来るようなミュージシャンになりたいことをずっと自覚していたし、誰かの曲を歌うという考えは持っていなかった。初めて書いた曲Tomorrow Starts Againは、8小節なのに正しい構成だった。」と記憶している。
Choice FMは”Rapology”コンテスト参加の為、15歳のサンデーをロンドンに招いた。サンデーは父が教師として勤めていたAlford Academyに通う。「学ぶことに貪欲だったから、病気でレッスンを逃すのが嫌だった。私はとてもシャイで、オタクで非常に行儀が良かった。中学校の間、必然的に教師である父の娘であることがアイデンティティの一部だった。厳しい父にすぐさま報告されるから、ふざけたり、トラブルを起こすことは出来なかった。」と述べている。

## キャリア
2008–10: ファーストアルバム発売前
エミリーのお気に入りの曲「Nasty Little Lady」をピアノ伴奏しながら歌った映像をサンデーの妹が作成した。サンデー姉妹はTrevor NelsonのBBC Urban musicコンテストに映像を送付。コンテストで優勝し、レコード制作のオファーをもらうが、コンテストを通じて知り合ったマネージメントに反対される。サンデーはスコットランドで彼女の音楽キャリアを支えてくれるUrban Scot collectiveに関わるようになる。両親はBBC Radio 1Xtraにも彼女の歌のCDを送った。2010年にVirgin Recordとレコード契約を結び、2011年にEMI Recordsと別の契約を結ぶ。2009年にChipmunkのデビューシングル『Diamond Rings』で歌手としてのキャリアをスタートする。『Diamond Rings』はイギリスのシングルチャートで6位を記録し、Chipmunkとサンデーにとって初のトップ10を果たすことになった。後にゲストボーカルとして協力したWileyの『Never Be Your Woman』のシングルでは、イギリスのシングルチャートで8位を記録し、連続でトップ10の快挙を成し遂げる。イギリスのシンガーソングライターアデル (歌手)の人気上昇に伴い、「アデル・サンデー」を名乗るのを辞め、代わりにミドルネームの「エミリー」を用いることにする。「アデル (歌手)が出てきてから、すぐに名前を変えたわ。名前を真似したみたいだったから、私はミドルネームを使うことにした。彼女はどんどん人気になっていて、改名の必要に迫られた。」と明らかにしている。
2011–13: Our Version of Events and breakthrough
2011年8月にファーストアルバムからのファーストシングルが『Heaven』であることを発表。『Heaven』はThis Must Be PopやRobot Pigeonなどのブログから好評価を得る。2011年12月15日のブリット・アワードでは2つ受賞する。デビューアルバム『Our Version of Events』は2012年2月に発売された後、イギリスで1位を獲得。2012年7月27日、2012年夏オリンピックの開会式で『Abide with Me』を披露し、サンデーの曲『Heaven』がティム・バーナーズ＝リーの出演時に使用された。開会式音楽CDの『Isles of Wonder』に両曲収録されている。
2013: セカンドアルバムに向けて
2013年5月にワシントンD.C.のホワイトハウスで曲を披露し、バラク・オバマがキャロル・キングにアメリカ議会図書館ガーシュウィンメダルを渡した際、表彰式での主演アーティストの1人としてパフォーマンスを行った。2013年6月から、2014年夏に発売予定であるセカンドアルバムの為作曲を行う予定である。2013年7月の夏ツアーでは、ルディメンタルのアルバム『Home』内の曲『Free』とノーティ・ボーイのアルバム『Hotel Cabana』内の曲『Lifted』のパフォーマンスを行った。北アメリカ、ヨーロッパ、オーストラリアなどを世界中を旅している。アリシア・キーズ、リアーナ、Professor Green、ケイティ・ペリーなどと共同制作を行っている最中である。

## 音楽性
音楽性
サンデーはソプラノの声の領域を持っている。「好きな歌手の1人であるニーナ・シモンのような音楽と思われたい」と述べている。また「近年は何事も長くは続かず、音楽もファーストフードのようになっている。シモンのようにピアノも上手に弾けるようになりたい。」と述べている。ニーナ・シモンの『I Wish I Knew How It Would Feel to Be Free』やシモンのバージョン『I Think It’s Going to Rain Today』を好んでいる。16歳の時に両親に連れられてアリシア・キーズの『Songs in A Minor Tour』のライブに行って以来、キーズに自分の音楽を聞いてほしいと述べている。アリシア・キーズがハーフであることや、クラスでトップの生徒であったこと、ピアノを弾き、ニーナ・シモンが好きなどの共通点があることからもファンであることを述べている。
作曲
サンデーの好きな歌手レオナ・ルイスやスーザン・ボイルの作曲をしていたことからサイモン・コーウェルがお気に入りの作曲家を明らかにしている。インタビューでスーザン・ボイルの為に作曲をしてから、スーザンがロックスターにどこか似ているところがあることから、本人に是非会いたいと述べている。サンデーがスーザン・ボイルの為に、共同作詞した曲『This Will Be The Year』はボイルのアルバムに収録されている。

## 私生活
2012年1月に7年間交際していた恋人と結婚したことを認めた。サンデーの夫は身元を明かさないことを求めており、サンデーは音楽業界に関わっておらず科学者であると述べている。しかし、2012年9月12日に夫の出生地であるモンテネグロで結婚式を挙げたことで、夫が生物海洋学者のAdam Gouraguineであることが明らかになった。サンデーは夫の姓に変える予定であるが、しばらく”エミリー・サンデー”で名乗るつもりであると述べた。

## ディスコグラフィー

### アルバム
| 年   | タイトル              | アルバム詳細                                                                                                   | チャート最高位 | チャート最高位 | チャート最高位 | チャート最高位 | チャート最高位 | チャート最高位 | チャート最高位 | チャート最高位 | チャート最高位 | チャート最高位 | 認定 |
| 年   | タイトル              | アルバム詳細                                                                                                   | UK             | AUS            | BEL            | FRA            | GER            | IRE            | NLD            | NZ             | SWI            | US             | 認定 |
| ---- | --------------------- | --- | -------------- | -------------- | -------------- | -------------- | -------------- | -------------- | -------------- | -------------- | -------------- | -------------- | --- |
| 2012 | Our Version of Events | - 発売日: 2012年2月13日 - レーベル: EMI, Virgin - フォーマット: CD, LP, digital download - 全英売上: 230.5万枚 | 1              | 17             | 3              | 9              | 7              | 1              | 3              | 9              | 6              | 28             | - UK: 7× プラチナ - AUS: ゴールド - BEL: ゴールド - FRA: プラチナ - GER: ゴールド - IRE: 3× プラチナ - NZ: ゴールド - SWI: ゴールド - US: プラチナ |
| 2016 | Long Live the Angels  | - 発売日: 2016年11月11日 - レーベル: Virgin - フォーマット: CD, LP, digital download - 全英売上: 4.7万枚       | 2              | 20             | 9              | 65             | 12             | 6              | 21             | 29             | 9              | 41             | - UK: シルバー |

### ライブ・アルバム
| 年   | タイトル                      | アルバム詳細                                                                                             | チャート最高位 | チャート最高位 | チャート最高位 | チャート最高位 | チャート最高位 | チャート最高位 | 認定           |
| 年   | タイトル                      | アルバム詳細                                                                                             | UK             | BEL            | FRA            | IRE            | NLD            | US             | 認定           |
| ---- | ----------------------------- | --- | -------------- | -------------- | -------------- | -------------- | -------------- | -------------- | -------------- |
| 2013 | Live at the Royal Albert Hall | - 発売日: 2013年2月18日 - レーベル: Virgin - フォーマット: CD, DVD, digital download - 全英売上: 2.5万枚 | 1              | 7              | 33             | 9              | 24             | 124            | - UK: ゴールド |